# Bele Vode (Novi Pazar)
Pour les articles homonymes, voir Bele Vode.
Bele Vode (en serbe cyrillique : Беле Воде) est un village de Serbie situé sur le territoire de la ville de Novi Pazar, district de Raška. Au recensement de 2011, il comptait 802 habitants.

## Démographie

### Évolution historique de la population
| 1948 | 1953 | 1961 | 1971  | 1981  | 1991  | 2002 | 2011 |
| ---- | ---- | ---- | ----- | ----- | ----- | ---- | ---- |
| 783  | 918  | 986  | 1 022 | 1 135 | 1 132 | 872  | 802  |

|  |